# Габріель Ноде
Габріель Ноде (фр. Gabriel Naudé, 2 лютого 1600, Париж — 10 липня 1653, Аббевіль) — французький бібліотекар і вчений. Написав твори на тему політики, релігії, історії та надприродного. Впливовою працею з бібліотекознавства стала його книга «Поради щодо заснування бібліотеки» (фр. Advis pour dresser une bibliothèque), видана в 1627 році. Пізніше Ноде зміг втілити свої ідеї на практиці у бібліотеці кардинала Джуліо Мазаріні. Ноде є попередником П'єра Бейля і Фонтенеля.

## Біографія
Ноде народився в Парижі на початку 1600 року в скромній родині. Його батько був дрібним чиновником, а мати була молодою неписьменною жінкою. Вчителі описували його як наполегливого і старанного учня. У молодому віці Ноде вступив до коледжу, де вивчав філософію та граматику. Пізніше він вивчав медицину в Парижі та Падуї (де відвідував уроки Чезаре Кремоніні) і став лікарем Людовика XIII.
У віці двадцяти років Ноде опублікував свою першу книгу «Марфор або розповідь про Лісбель». В подальшому ця робота приверне до нього увагу Анрі де Месма, президента паризького парламенту. Месме запропонував Ноде посаду бібліотекаря до його особистої колекції. У Месме була велика бібліотека (близько 8000 томів), і вона була відкрита для вчених, які мали відповідні рекомендації. Служба Ноде в бібліотеці Месме дала йому досвід, який він пізніше використав для написання книги «Поради щодо створення бібліотеки». Ноде написав «Пораду для Месме» як керівництво для створення та підтримки своєї бібліотеки. У 1629 році він став бібліотекарем кардинала Гвіді ді Баньо в Римі, а після смерті Баньї в 1641 році— бібліотекарем кардинала Франческо Барберіні.
За бажанням Кардинала Рішельє він почав полеміку з бенедиктинцями, заперечуючи авторство Жана Жерсона «De Imitatione Christi». Рішельє мав намір зробити Ноде своїм бібліотекарем, і після його смерті Ноде прийняв подібну пропозицію від кардинала Мазаріні. Протягом наступних десяти років він присвятив себе збиранню зі всіх частин Європи збірки книг, відомої як Бібліотека Мазаріні. Мазаріні привіз із собою до Парижа колекцію, яка налічувала понад 5000 томів. Як і Ноде, він вірив у відкриту бібліотеку, яка використовуватиметься громадськістю для суспільного блага. У 1642 році він придбав будівлю для своєї бібліотеки та доручив Ноде створити найкращу колекцію.
Найшвидшим способом було поглинути цілі бібліотеки в колекцію. Ноде обкрадав букіністів, і Мазаріні доручив своїм послам, урядовцям і генералам збирати для нього книги. Ноде подорожував Європою, і під час однієї поїздки, яка тривала кілька місяців, він зібрав понад 14 000 томів. До 1648 року бібліотека налічувала приблизно 40 000 томів. Вона була відкрита на регулярній основі та мала значну кількість (майже 100) постійних відвідувачів і кількох співробітників, яких потрібно було утримувати. Бібліотека функціонувала належним чином і стала першою у Франції відкритою для всіх .
Бібліотека Мазаріні була продана паризьким парламентом під час негараздів з Фрондою, і королева Христина запросила Ноде до Стокгольма.  Він не був щасливий у Швеції, і на звернення Мазаріні він мав відновити свою бібліотеку. Ноде одразу повернувся. Але його здоров'я погіршилося, і він помер під час подорожі в Аббевілі 10 липня 1653 року.
Друг Гі Патіна, П'єра Ґассенді та всіх ліберальних мислителів свого часу, Ноде не був просто книжковим хробаком; у його книгах помітні сліди критичного духу, який зробив його гідним колегою гумористів і вчених, які підготували шлях для більш відомих письменників епохи Людовика XIV.

## Кар'єра бібліотекаря
Ноде, у своїй кар'єрі бібліотекаря, «виступав проти цензури та заохочував власників бібліотек дозволяти іншим користуватися їхніми книгами, що він вважав великою честю для власника — честю, рівною честі мати можливість створити чудову бібліотеку». Ноде вважав за вигідне зібрати книги оригінального формату та зберегти їх недоторканими. Він враховував потреб тих, кому потрібен був доступ до оригінальних документів, і відчував, що експертам у кожній конкретній галузі необхідно звернути увагу на них. Він був непохитний у колекціонуванні книг всіма мовами, про всі релігії, предмети та літературу.
Під час своєї бібліотечної кар'єри Ноде допомагав інструктувати колекціонерів і бібліотекарів щодо вибору та придбання їхніх книг і того, як створювати каталоги для їхніх бібліотек. Він був прихильником пошуків букіністичних магазинів і друкарень у пошуках цінних і важкодоступних літературних творів. «Коли Ноде був у місті, книжкові магазини здавалися спустошеними, як вихор. Він скупив у кожному з них усі книжки, рукописні чи друковані, будь-якою мовою, будь-якою темою чи розділом навчаючись, незважаючи ні на що, він залишив магазини роздягненими та голими».
Ноде також мав цікаві ідеї щодо місця розташування бібліотеки. «Хоча бібліотека розташована в центрі громади, яку вона обслуговує, вона повинна бути на деякій відстані від найгаласливіших вулиць. Вона повинна, якщо можливо, бути розташована між просторим двором і приємним садом, з якого вона може насолоджуватися хорошим освітленням, широка і приємна перспектива та чисте повітря, незабруднене болотами, раковинами чи гнойовиками; усе це так добре сплановано та впорядковано».

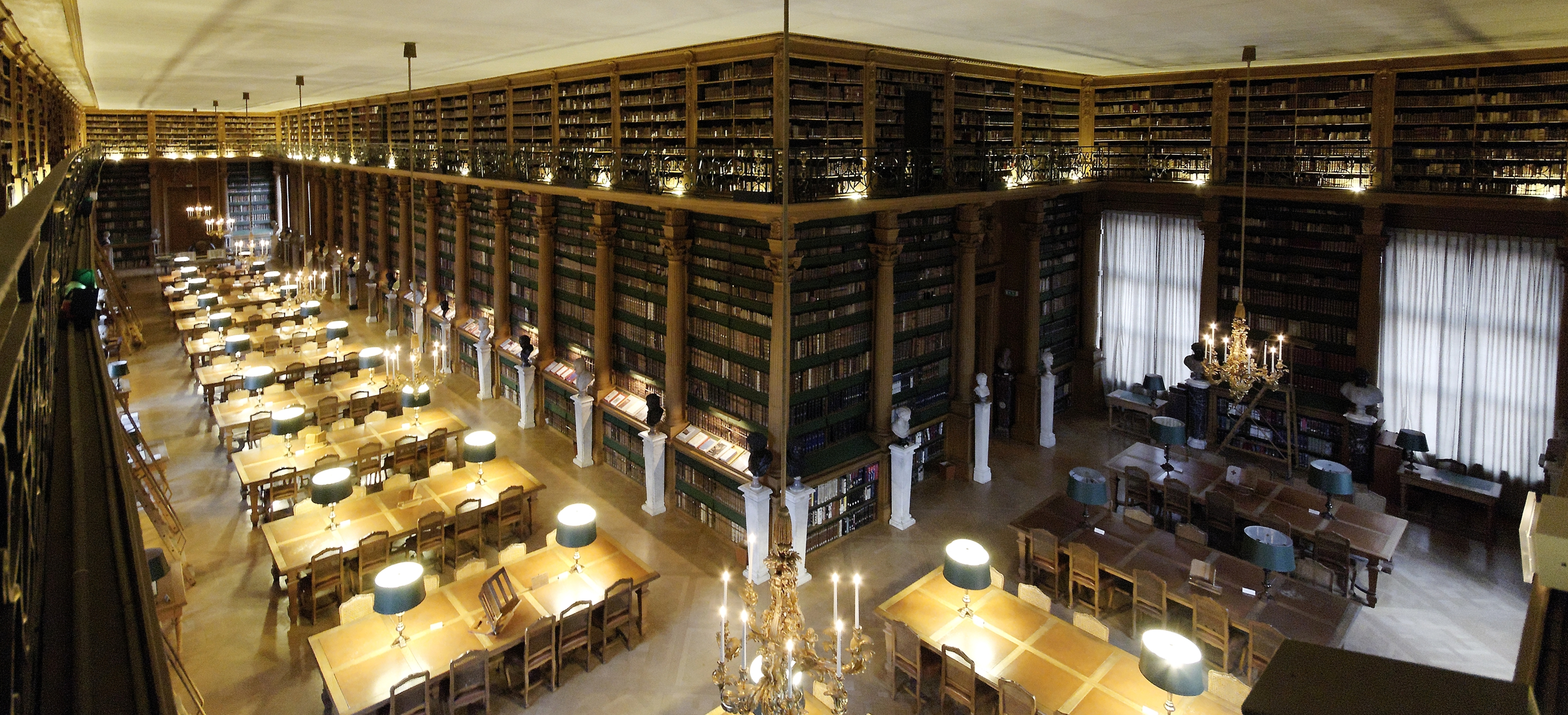
Читальний зал бібліотеки Мазаріні (2010)

Ймовірно, найвідомішою бібліотекою, яку Ноде допоміг створити і в якій він працював бібліотекарем, була Бібліотека Мазаріні в Парижі, бібліотека кардинала Жуля Мазаріні. Ноде витратив десять років свого життя на вдосконалення та формування Бібліотеки. Завдяки старанням Ноде, вона стала першою публічною бібліотекою у Франції і була відкрита для публіки ще в 1644 році.
Як бібліотекар і вчений, Ноде запропонував «спрямувати багатого колекціонера на шляхи бібліотекарської праведності» через його переконання, що нинішнє століття значно випередило своїх попередників щодо кількості та якості інформації або ресурсів, до яких вони мали доступ. Фундаментальна праця Ноде з бібліотекознавства «Поради щодо створення бібліотеки» слугувала початковим посібником для приватних колекціонерів, які цікавилися процесом придбання та обслуговування книг. Ноде заохочував колекціонерів (і колег-бібліотекарів) ретельно впорядковувати свої книги за «їхньою кількістю та діапазоном предметів, критеріями відбору та засобами закупівлі». Знання та досвід Ноде впливали як на бібліотечну спільноту, так і на світ загалом, і його вплив керував колекціонерами, науковцями, політиками та релігійними лідерами.

## Поради щодо створення бібліотеки
Поради, написані як набір інструкцій для приватного колекціонера, базувалися на власному досвіді та дослідженнях Ноде. У вступі до своєї книги Ноде написав, що він не є фахівцем у галузі бібліотечної справи, але він виклав те, що на його думку, є найважливішими ідеями. Він засновував деякі думки в «Порадах» на власному досвіді роботи в бібліотеці Месме та написав для Месме прийняті практики та принципи бібліотекарів того часу. Розділи охоплювали такі теми, як кількість книг, вибір книг, придбання книг тощо.
У першому розділі Ноде ставить запитання: «Навіщо створювати бібліотеку?» Він відповідає на запитання простим повідомленням; немає більшої честі, ніж створити велику бібліотеку та поділитися нею з громадськістю. Ноде вважає, що бібліотеки повинні моделювати себе на прикладі найкращих бібліотек світу. Перше завдання — скласти план. Перш ніж людина зможе створити бібліотеку, вона повинна навчитися збирати та систематизувати книги. Людина також повинна шукати поради тих, хто вже створив власні бібліотеки або знаходиться в процесі. Пропонує вивчати та копіювати каталоги інших бібліотек.
Ноде присвячує цілу главу вибору книжок, про що говориться всюди. Першими авторами, яких потрібно придбати, є ті, хто вважається експертом у своїй галузі. Незалежно від того, старовинні чи сучасні твори, якщо книга високо цінується практиками певної галузі, вона повинна бути присутня в будь-якій колекції. Крім того, будь-які загальновідомі тлумачення або коментарі, які існують, є необхідністю. Ноде запропонував купувати книги мовами оригіналу, оскільки сенс часто може бути втрачений у перекладі. Він категорично проти будь-якої цензури. Ноде вважає, що кожна книга має свого читача, незалежно від теми; і ця інформація має бути безкоштовною та доступною. Деякі книги часом популярні, але згодом забуваються; він стверджував, що для бібліотеки було б корисно, якби було кілька примірників цих книг, щоб відповідати популярним смакам того часу.
У своєму розділі про придбання книг Ноде дав поради. Найпростіше придбати іншу бібліотеку цілком. Далі Ноде похвалив продавців букіністів, які часто продають хороші книги за низькими цінами. Сам Ноде шукав використаний папір у палітурних та друкарських майстернях і одного разу виявив рідкісний рукопис, який палітурник використовував як макулатуру.
Ноде включив розділ у «Поради щодо впорядкування книг». Обговорюючи порядок, він процитував Цицерона: «Саме порядок дає світло пам'яті». Він давав вказівки, які вважав логічними. Його предметні рубрики включали: теологію, філософію, юриспруденцію, медицину, історію, математику та гуманітарні науки. Пізніше Ноде додав інші предметні рубрики, але ці категорії найкраще представляли відомий обсяг знань у світі. Кожен розділ повинен бути поділений на підзаголовки і починатися з основних авторів, за якими слідують коментарі.

## Погляди
У своїх політичних творах Ноде дотримувався принципів макіавеллізму, вважаючи, що правитель має право на вчинки, які суперечать моральності, якщо цього вимагають інтереси держави. Зокрема, у своєму найвідомішому трактаті з цієї теми, «Considerations politiques sur les coups d'estat» (1639), він виправдовував різанину гугенотів, влаштовану напередодні дня св. Варфоломія.
Крім того, Ноде був автором низки творів з езотерики та магії, яку він поділяв на білу (що лікує, оберігає та захищає), чорну (шкідливу), «божественну» та «природну». До природної магії вчений відносив такі науки, як астрономія, хімія, фізика і т. д. Іншою важливою темою, що розробляється в роботах Габріеля Ноде, було вчення розенкрейцерів.

## Роботи
Включаючи твори, відредаговані ним, список з дев'яноста двох творів подано в Naudaeana. Основними з них є:
- Le Marfore, ou discours contre les libelles (Paris, 1620), very rare, reprinted 1868;
- Instruction à la France sur la vérité de l'histoire des Frères de la Roze-Croix (1623, 1624), displaying their impostures;
- Apologie pour tous les grands personages faussement soupçonnez de magie (1625, 1653, 1669, 1712), Pythagoras, Socrates, Thomas Aquinas Jerome Cardan and Solomon are among those defended;
- Advis pour dresser une bibliothèque (1627, 1644, 1676; translated by John Evelyn, 1661), full of sound and liberal views on librarianship and considered as a founding stone of library science;
- Addition à l'histoire de Louys XI (1630), this includes an account of the origin of printing;
- Bibliographia politica (Venice, 1633, etc.; in French, 1642);
- De studio liberali syntagma (1632, 1654), a practical treatise found in most collections of directions for studies;
- De studio militari syntagma (1637), esteemed in its day;
- Considérations politiques sur les coups d'état (1639).[11] A disciple of Machiavelli, he considered that politics must be rendered «autonomous from morality, sovereign in relation to religion».[20]

Папська бібліотека була закінчена та видрукувана Луї Якобом.

## Першоджерело
- Ця стаття включає текст з публікації, яка тепер перебуває в суспільному надбанні:
Chisholm, Hugh, ред. (1911). Naudé, Gabriel. // Encyclopædia Britannica (англ.). Т. 19 (вид. 11-те). Cambridge University Press. с. 277.

## Подальше читання
- Gabriel Naudé (1627; 1644, 2nd edition, reprinted 1876). Advis pour dresser une bibliothèque (Advice on Establishing a Library). Paris: Isidore Liseux (2nd ed. reprint). Copies 1 & 2 at Internet Archive.
- Gabriel Naudé (1950). Advice on Establishing a Library (translation of Advis pour dresser une bibliothèque). Berkeley: University of California Press. OCLC 573923. Westport, Connecticut: Greenwood Press (1976 reprint). OCLC 2020512.
- James V. Rice. Gabriel Naudé, 1600—1653 (Baltimore: Johns Hopkins Press, 1939). OCLC 3124816
- Rovelstad, Mathilde V. (2000). «Two Seventeenth-century Library Handbooks, Two Different Library Theories.» Libraries & Culture, 35(4). 540—556.
- Sidney L. Jackson. «Gabriel Naude: 'Most Erudite and Most Zealous for the Common Good,'» Stechert-Hafner Book News 23 (5 January 1969) OCLC 86037517